# 一条兼定
一条 兼定（いちじょう かねさだ）は、戦国時代から安土桃山時代にかけての公家・大名。キリシタンでもある。土佐一条氏の第4代当主。事実上の最後の当主でもある。従三位・一条房基の子。

## 生涯
天文12年（1543年）、一条房基の嫡男として、土佐国幡多郡中村で生まれた。
天文18年（1549年）4月、父の房基が自殺したため7歳で家督を継いだ。このため、土佐一条氏出身で関白となっていた大叔父（兼定の祖父・一条房冬の弟）の一条房通の猶子となって上洛した。
房通が亡くなった弘治2年（1556年）以後に元服、房通の跡を継いだ義兄の一条兼冬より偏諱（「兼」の字）を受けて、兼定と名乗った。
弘治2年（1556年）から弘治3年（1557年）の間に、土佐国に下向する。
永禄元年（1558年）、伊予国の宇都宮豊綱の娘を娶るが、永禄7年（1564年）に離別して豊後国の大友義鎮の長女を娶り大友氏と結んだ。また、伊予国の覇権をめぐって永禄11年（1568年）には豊綱を支援して伊予に進出するが、安芸国の毛利氏の援兵を受けた河野氏と戦って敗退した（毛利氏の伊予出兵）。また、京都の一条家本家（当主は兼冬の弟・内基）とも次第に疎遠になってきていた。
この頃から土佐国において長宗我部元親が台頭すると、妹婿の安芸国虎と呼応してこれを討とうとしたが、永禄12年（1569年）に国虎が逆に元親に討たれた。その後は長宗我部氏によって領土を侵食され、また御一門の血縁者である土居宗珊とその一族を無実の罪で殺害したために信望を失い、他の三家老である羽生監物、為松若狭守、安並和泉守などの合議によって天正元年（1573年）9月に隠居を強制された。土居一族殺害については、兼定の名を騙る長宗我部家臣の吉良親貞の密偵の仕業、三家老の合議による謀略、長宗我部側の謀略に気づいた三家老が、主君兼定を岳父である九州の大友氏の元へ逃がす策である、などの諸説があるがいずれも定説ではない。なお、この際に本家より義弟の一条内基が訪れ、兼定の嫡子・万千代（吉房子とも）の元服を執り行い1字を与えて内政と名乗らせている。
天正元年（1573年）6月16日、兼定は中納言に任じられた。なおこの時、土佐に下向していた公家である町経光・白河富親・中御門経弘・飛鳥井雅量等も侍従に任じられている。
天正2年（1574年）2月、中村御所を出て九州へ渡った｡豊後臼杵へ逃れ、大友氏を頼っている（佐伯に至り、佐伯惟教に迎えられたとする資料も存在する）。老臣達によって追放されたとされてきたが、実際は長宗我部元親と京都から下向した一条内基との協議、あるいは一条内基の了承により、元親が兼定を追放したとされている。数ヶ月の後には伊予高森城の城主で宇都宮氏旧臣でもある梶谷景則のもとに赴き、土佐国攻略のための兵を募っている。
一方、兼定の追放を知り憤慨した加久見城主の加久見左衛門は、平素から土佐一条氏老臣に反感を抱いていた大岐左京進、大塚八木右衛門、江口玄蕃、橋本和泉らと謀り、挙兵して中村を襲い、老臣らを討伐した。しかし、この混乱に乗じ、叛乱鎮定に名を借りた長宗我部氏により、中村を占領されることになった。
翌天正3年（1575年）、宣教師ジョアン・カブラルから洗礼を受け、キリスト教に入信した。霊名はドン・パウロ。
同年7月、兼定は再興を図って大友氏の助けを借り土佐国へ進撃したが、四万十川の戦いで大敗し敗走した。以降勢力を回復することはできず、土佐一条氏は滅亡した。
その後は家臣50～60人を従えて宇和海の戸島に隠棲したが、旧臣であり、一条氏の縁者の入江左近に暗殺されかけ重傷を負った事件や、生活の苦心がアレッサンドロ・ヴァリニャーノの書簡などから窺える。天正9年（1581年）、ヴァリニャーノは京都から長崎への帰路の途上に兼定を見舞っているが、その際、兼定は熱心で信心深い信仰生活を送っており、ヴァリニャーノは感嘆したという。
天正13年（1585年）7月1日、兼定は熱病により、戸島で死去した。戸島の龍集寺にある墓は、宝篋印塔の形式で現在は、その一部が欠けている。戒名は天真院殿自得宗性家門大居士。
なお、嫡男・内政も翌日の7月2日に死去している

## 人物
- 1代で土佐一条氏を滅ぼしたため、『土佐物語』など軍記には暗愚な人物として描かれている[22]。ただ、これらは時代が下ってから記されたものであるので、信用性に疑問が残る。追放後も、四万十川の戦いに際して伊予・土佐の国人領主の支持を受け、更に長宗我部氏の工作に買収された旧臣に殺されかかるなど、兼定は最後まで旧領回復の強い意思を示し、反対に長宗我部氏はその存在を警戒し続けたことがうかがえる[23]。
- 兼定の隠居については、土佐一条家の戦国大名化を嫌う京都の一条家当主である一条内基の強い意向であったとする説[24]が今日の有力説となっている。内基は兼定に対しては権中納言昇進を花道に隠居という体裁を整え、長宗我部氏に対しては土佐西部の支配を認める代わりに一条家の権益を守ろうとした。兼定追放やその後の土佐一条家の内紛は、京都の一条家の意向に従う家臣とこれに反発する家臣の対立であったといえる[25]。
- 結城了悟は、寂しさと悲しさを残す生涯を送った兼定だが、その信仰は純粋であり、美しいと評している[26]。
- 平田村（現・高知県宿毛市平田町）には美男子で仁徳の将とされる兼定と絶世の美女お雪との不思議な恋の話が伝わり、今でも宿毛市平田町ではヤーサイ祭として兼定とお雪の供養をしている。
- 中脇聖は、兼定自身は直接在地支配に関する文書を発給しておらず、また支配領域に点在した在地土豪たちが内政・外交にほぼ関与していない政治体制であるため、土佐一条氏は戦国大名とはいえないとしている[27]。
- 兼定の墓所は、晩年を過ごした戸島の龍集寺に存在する。戸島の島民からは、「一条様」「宮様」と呼ばれ親しまれていたという[28]。

## 官歴
『諸家伝』による。
- 天文20年（1551年） 11月28日：正五位下（直叙）、禁色、昇殿、左近衛少将。12月28日：元服、従四位上（越階）
- 天文21年（1552年） 7月27日：従三位（越階）
- 元亀4年（1573年） 6月7日：左近衛中将。6月19日：権中納言（中将兼帯）。9月16日：出家

## 系譜
- 父：一条房基（1522-1549）
- 母：大友義鑑の娘
- 養父：一条房通（1509-1556）
- 正室：宇都宮豊綱の娘
  - 長男：一条内政（1562?-1585）
  - 女子：按察使局（?-1669）
- 継室：ジュスタ（?-1627） - 大友義鎮の長女
- 側室：おまん（豊後国緒方氏の女） 
  - 男子：右衛門太郎[1]
- 側室：おゆき（平田村の源右衛門あるいは鍛冶屋の女）[1]
- 生母不明の子女
  - 男子：正太郎[3]
  - 女子：マダレイナ
- 養子
  - 女子：中山田泰吉室

## 偏諱を与えた人物
- 津野定勝 - 父・房基の代に一条氏に降伏・臣従した津野氏の当主。

## 登場作品
小説
- 大原富枝『於雪 - 土佐一條家の崩壊』〈中公文庫（A58）〉1975年。ISBN 978-4-12-200213-5。
- 司馬遼太郎『夏草の賦』文藝春秋、1968年。ISBN 9784163005706。

ゲーム
- 信長の野望シリーズ （コーエーテクモゲームス）
- 戦極姫7〜戦雲つらぬく紅蓮の遺志〜 （ユニコーン・エー）